# Epoligosita
Epoligosita is een geslacht van vliesvleugeligen uit de familie Trichogrammatidae. De wetenschappelijke naam van dit geslacht is voor het eerst geldig gepubliceerd in 1916 door Alexandre Arsène Girault.

## Soorten
Het geslacht Epoligosita omvat de volgende soorten:
- Epoligosita albiscutellum Yousuf & Shafee, 1988
- Epoligosita apiculiformis (Lin, 1990)
- Epoligosita australiensis (Girault, 1912)
- Epoligosita biclavata (Girault & Dodd, 1915)
- Epoligosita bicolor Hayat & Viggiani, 1981
- Epoligosita brachysiphonia Lin, 1990
- Epoligosita clara Hayat & Viggiani, 1981
- Epoligosita digitata Lin, 1990
- Epoligosita duliniae Livingstone & Yacoob, 1983
- Epoligosita ishiharai (Yashiro, 1994)
- Epoligosita lini Hu, Lin & Huang, 2006
- Epoligosita longfellowi (Girault, 1920)
- Epoligosita longiclavata (Lin, 1990)
- Epoligosita longituba Lin, 1990
- Epoligosita mexicana Viggiani, 1988
- Epoligosita nigripennis (Yashiro, 1994)
- Epoligosita nudipennis (Kryger, 1919)
- Epoligosita pallida Doutt, 1968
- Epoligosita shihezica Hu, Lin & Huang, 2006
- Epoligosita sinica Viggiani & Ren, 1986
- Epoligosita takagii Yashiro, 1994
- Epoligosita vera Viggiani, 1969
- Epoligosita zygoptera Lin, 1990